# Penedo (Maranguape)
Penedo é um distrito do município brasileiro de Maranguape, no estado do Ceará. Segundo o censo demográfico de 2022, realizado pelo Instituto Brasileiro de Geografia e Estatística (IBGE), sua população era de 2 736 habitantes e havia 901 domicílios particulares permanentes ocupados. Foi criado pela lei municipal nº 1.074 de 18 de fevereiro de 1991.
De acordo com o IBGE, em 2010 a população era de 3 646 habitantes e havia 1 089 domicílios particulares.